# سفين دافيدسون
سفين دافيدسون (بالسويدية: Sven Davidson) مواليد 13 يوليو 1928 في بوروس - الوفاة 28 مايو 2008 في أركاديا، كاليفورنيا، الولايات المتحدة، كان لاعب كرة مضرب سويدي وكان يلعب باليد اليمنى. كما أنه أحد أبطال الجراند سلام. أعلى تصنيف له في الفردي كان المركز الـ 3 في سنة 1957.

## بطولات حققها
- دورة رولان غاروس الدولية
- بطولة ويمبلدون

## النهائيات

### الفردي (الألقاب 1, الوصافة 2)

#### اللقب
| الحصيلة | السنة | البطولة                  | الأرضية | المنافس في النهائي | النتيجة في النهائي |
| ------- | ----- | ------------------------ | ------- | ------------------ | ------------------ |
| الوصافة | 1955  | دورة رولان غاروس الدولية | ترابية  | توني ترابرت        | 6–2, 1–6, 4–6, 2–6 |
| الوصافة | 1956  | دورة رولان غاروس الدولية | ترابية  | لو هود             | 4–6, 6–8, 3–6      |
| الفوز   | 1957  | دورة رولان غاروس الدولية | ترابية  | هيربي فلام         | 6–3, 6–4, 6–4      |

### الزوجي (الألقاب 1)
| الحصيلة | السنة | البطولة             | الشريك     | المنافس في النهائي  | النتيجة في النهائي |
| ------- | ----- | ------------------- | ---------- | ------------------- | ------------------ |
| الفوز   | 1958  | بطولة ويمبلدون 1958 | أولف شميدت | أشلي كوبر نيل فريزر | 6–4, 6–4, 8–6      |

## روابط خارجية
- سفين دافيدسون على موقع رابطة محترفي التنس (الإنجليزية)
- سفين دافيدسون على موقع الاتحاد الدولي لكرة المضرب (الإنجليزية)
- سفين دافيدسون على موقع كأس ديفيز (الإنجليزية)
- سفين دافيدسون على موقع قاعة مشاهير كرة المضرب الدولية (الإنجليزية)
- سفين دافيدسون على موقع خلاصة التنس.كوم (الإنجليزية)